# پیتر هرمان (هنرپیشه)
پیتر هرمان (آلمانی: Peter Hermann؛ زادهٔ ۱۹۶۷) یک هنرپیشه و نویسنده اهل آلمان است.
از فیلم‌ها یا برنامه‌های تلویزیونی که وی در آن نقش داشته‌است می‌توان به مشکلی با منحنی، یونایتد ۹۳، پازل چینی و فیلومنا اشاره کرد. وی همسر ماریسکا هارگیتای بازیگر نقش اول سریال نظم و قانون می‌باشد که در سال ۲۰۰۴ با هم ازدواج کردند که در صحنه بازی سریال نظم و قانون با هم آشنا شدند و دارای سه فرزند می‌باشند.